# Amé II. de Sarrebruck-Commercy
Amé II. de Sarrebruck-Commercy († 1476) aus dem Maison de Broyes war Seigneur de Commercy und Graf von Braine.

## Leben
Amé II. ist der Sohn von Robert I. de Sarrebruck-Commercy und Jeanne de Pierrepont, Gräfin von Roucy und Braine. Nach dem Tod seines Vaters 1464/65 folgte er ihm in der Herrschaft Commercy und an der Spitze der Grafschaft Braine, Roucy ging an seinen älteren Bruder Jean. Robert I. von Saarbrücken-Commercy hatte in seiner Herrschaft düstere Erinnerungen hinterlassen, so dass Amé II. es vorzog, in Braine zu residieren. Zusammen mit seinem Bruder Jean VII, dem Grafen von Roucy, nahm er an der Krönung Ludwigs XI. teil, die am 15. August 1461 in Reims stattfand.

## Ehe und Familie
Er heiratete 1462 Guillemette de Luxembourg († vor 9. April 1500), die Tochter von Thibault von Luxemburg, Graf von Brienne (Haus Luxemburg-Ligny), und Philippotte de Melun. Ihr einziges Kind ist
- Robert II. († 4. September 1504), 1476 Graf von Braine und Seigneur de Commercy, 1497 Graf von Roucy; ⚭ 5. Februar 1487 Marie d’Amboise († 9. Januar 1519) Tochter von Charles I. d’Amboise, Seigneur de Chaumont (Haus Amboise), sie heiratete in zweiter Ehe 1509 Jean de Créquy.

Guillemette der Luxembourg heiratete 1478 in zweiter Ehe Gilles des Belleville, Seigneur de Montagu († 1503), Sohn von Jean III. de Harpedane, Seigneur de Belleville (Haus Harpedane), und Marguerite Batârde de Valois (Tochter von König Karl VI. und Odette de Champdivers) (Haus Valois)